# Terschelling
Terschelling ([tɛrˈsxɛlɪŋ]ⓘ (del frisón occidental: Skylge) es una de las islas Frisias y también un municipio perteneciente a la provincia de Frisia, situada entre Vlieland (al oeste) y Ameland (al este).

## Cultura
Como la mayoría de las otras islas frisias, el turismo es la principal fuente de ingresos, cosa que hace que la población estival supere en tres veces la regular (o hivernal). Esta isla está comunicada con Harlingen por la rederij Doeksen con un barco lento (1h 45 min) y dos rápidos (45 min). También hay un servicio entre Terschelling y Vlieland. La isla cuenta con 89 km de costa (de los que 30 km son playas) y 70 km de carriles bici. Al final de la primavera se celebra el Oerol Festival, un festival cultural.

### Lenguas
Se habla el neerlandés y el frisón, siendo este aún poco usado en las islas frisias.

### Historia
En 1666 en el curso de la segunda guerra anglo-neerlandesa la población fue incendiada por la furia inglesa.
A través de la historia, Terschelling ha cambiado de manos diversas veces; la última durante la Segunda Guerra Mundial, en que, junto con Vlieland, dejó de pertenecer administrativamente a la Holanda Septentrional para incorporarse a la provincia de Frisia.

## Administración territorial
La isla forma un único municipio con quince núcleos de población oficiales con capital en Terschelling, conocidos por sus nombres en neerlandés; los mayores son:
Número de habitantes al 1 de enero de 2004:
Fuente:Centraal Bureau voor de Statistiek

## Demografía
| Gráfica de evolución de Terschelling entre 1815 y 2019 |
|                                                        |
| Fuente: CBS                                            |

## Deportes

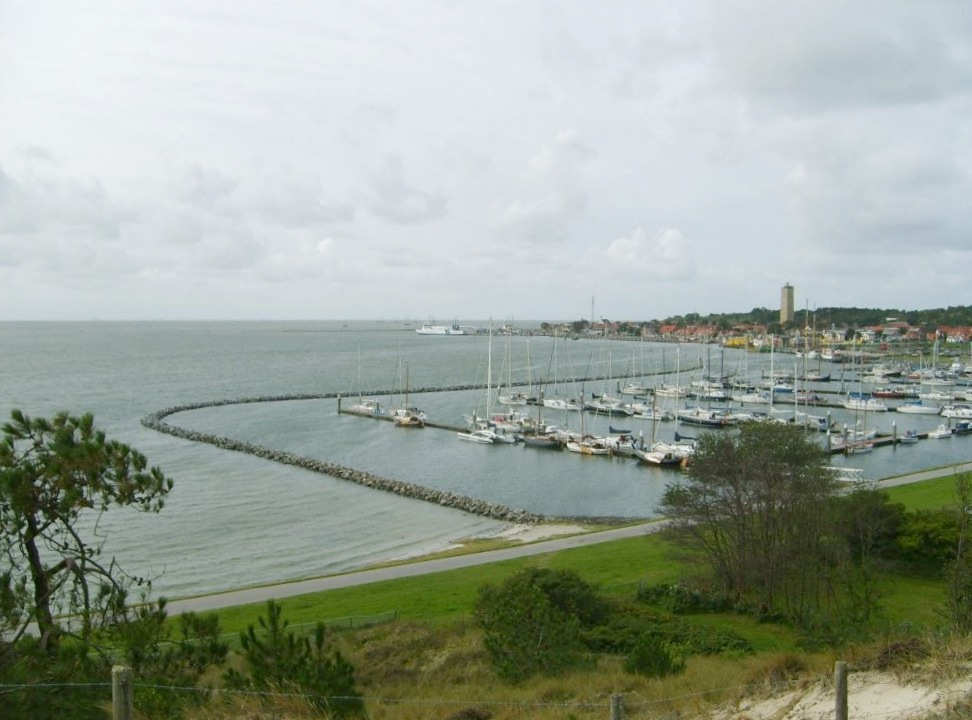
Puerto de Terschelling

La escuela de navegación Willem Barentsz está presente desde 1875.